# Bianca Răzor
Bianca Răzor (née le 8 août 1994 à Cluj-Napoca) est une athlète roumaine, spécialiste du 400 m.

## Biographie
Elle a participé aux Jeux olympiques à Londres en 2012,.
Le 20 mars 2016, Razor remporte la médaille de bronze avec ses coéquipières du relais 4 x 400 m lors des championnats du monde en salle de Portland derrière les États-Unis (3 min 26 s 38) et la Pologne (3 min 31 s 15).
Le 12 avril suivant, il est révélé que Lavric (sa compatriote) a été testée positive lors de ces championnats au meldonium. Par conséquent, l'équipe de Roumanie pourrait être déchue de la médaille remportée.
Le 25 août 2017, il décroche la médaille de bronze de l'Universiade à Taipei en 51 s 97.

## Palmarès
| Date | Compétition                       | Lieu         | Résultat | Épreuve       | Temps         |
| ---- | --------------------------------- | ------------ | -------- | ------------- | ------------- |
| 2010 | Championnats du monde juniors     | Moncton      | 3e       | 400 m         | 53 s 17       |
| 2010 | Championnats d'Europe             | Barcelone    | 8e       | 4 × 400 m     | 3 min 29 s 75 |
| 2010 | Jeux olympiques de la jeunesse    | Singapour    | 2e       | 400 m         | 53 s 10       |
| 2010 | Jeux olympiques de la jeunesse    | Singapour    | 3e       | relais medley | 2 min 07 s 59 |
| 2011 | Championnats du monde cadets      | Lille        | 5e       | 400 m         | 52 s 82       |
| 2011 | Championnats d'Europe juniors     | Tallinn      | 1re      | 400 m         | 51 s 96       |
| 2012 | Championnats d'Europe             | Helsinki     | 7e       | 4 × 400 m     | 3 min 29 s 80 |
| 2012 | Championnats du monde juniors     | Barcelone    | 6e       | 400 m         | 52 s 20       |
| 2013 | Championnats d'Europe juniors     | Rieti        | 2e       | 400 m         | 51 s 82       |
| 2013 | Championnats d'Europe juniors     | Rieti        | 6e       | 4 × 400 m     | 3 min 38 s 57 |
| 2013 | Championnats du monde             | Moscou       | 6e       | 4 × 400 m     | 3 min 28 s 40 |
| 2013 | Jeux de la Francophonie           | Nice         | 3e       | 400 m         | 52 s 69       |
| 2013 | Jeux de la Francophonie           | Nice         | 1re      | 4 × 400 m     | 3 min 29 s 81 |
| 2014 | Championnats d'Europe par équipes | Tallinn      | 3e       | 400 m         | 53 s 70       |
| 2014 | Championnats des Balkans          | Pitești      | 1re      | 400 m         | 52 s 24       |
| 2014 | Championnats des Balkans          | Pitești      | 1re      | 4 x 400 m     | 3 min 31 s 02 |
| 2014 | Championnats d'Europe             | Zurich       | 6e       | 400 m         | 51 s 95       |
| 2015 | Championnats d'Europe par équipes | Heraklion    | 2e       | 400 m         | 52 s 04       |
| 2015 | Championnats d'Europe par équipes | Heraklion    | 5e       | 4 x 400 m     | 3 min 35 s 29 |
| 2015 | Championnats d'Europe espoirs     | Tallinn      | 1re      | 400 m         | 51 s 31       |
| 2015 | Championnats des Balkans          | Pitești      | 5e       | 200 m         | 23 s 55       |
| 2015 | Championnats des Balkans          | Pitești      | 1re      | 400 m         | 52 s 26       |
| 2015 | Championnats des Balkans          | Pitești      | 1re      | 4 x 400 m     | 3 min 33 s 07 |
| 2015 | Jeux mondiaux militaires          | Mungyeong    | 2e       | 400 m         | 51 s 81       |
| 2016 | Championnats du monde en salle    | Portland     | 3e       | 4 x 400 m     | 3 min 31 s 31 |
| 2016 | Championnats des Balkans          | Pitești      | 3e       | 400 m         | 52 s 89       |
| 2016 | Championnats des Balkans          | Pitești      | 1re      | 4 x 400 m     | 3 min 31 s 26 |
| 2017 | Championnats des Balkans en salle | Belgrade     | 2e       | 400 m         | 53 s 93       |
| 2017 | Championnats d'Europe par équipes | Vaasa        | 2e       | 400 m         | 52 s 22       |
| 2017 | Championnats d'Europe par équipes | Vaasa        | 1re      | 4 x 400 m     | 3 min 31 s 83 |
| 2017 | Championnats des Balkans          | Novi Pazar   | 2e       | 200 m         | 23 s 62       |
| 2017 | Championnats des Balkans          | Novi Pazar   | 1re      | 400 m         | 52 s 76       |
| 2017 | Championnats des Balkans          | Novi Pazar   | 1re      | 4 x 400 m     | 3 min 37 s 29 |
| 2017 | Universiade                       | Taipei       | 3e       | 400 m         | 51 s 97       |
| 2017 | Universiade                       | Taipei       | 3e       | 4 x 400 m     | 3 min 34 s 16 |
| 2018 | Championnats des Balkans          | Stara Zagora | 3e       | 400 m         | 52 s 96       |
| 2018 | Championnats des Balkans          | Stara Zagora | 1re      | 4 x 400 m     | 3 min 33 s 56 |
| 2018 | Championnats d'Europe             | Berlin       | 7e       | 4 x 400 m     | 3 min 32 s 15 |

## Records
| Épreuve    | Épreuve   | Temps   | Lieu     | Date            |
| ---------- | --------- | ------- | -------- | --------------- |
| 400 mètres | Plein air | 50 s 37 | Pékin    | 24 août 2015    |
| 400 mètres | En salle  | 52 s 82 | Istanbul | 25 février 2016 |